# 濱田剛史
濱田 剛史（はまだ たけし、1964年〈昭和39年〉10月30日 - ）は、日本の政治家、弁護士、元検察官。大阪府高槻市長（4期）。
父は音曲漫才師の暁照雄。

## 来歴
大阪府八尾市で出生。「暁照雄・光雄」（松竹芸能所属の音曲漫才コンビ）の一員として知られた実父（暁照雄）からは、演芸や芸能の世界ではなく、大学へ進学することを幼少期から勧められていたという。
実際には、興國高等学校から大阪経済法科大学の法学部へ進学。大学からの卒業後に、会社員を経て1993年の司法試験に合格した。司法修習を経て、1996年4月に検事に任官。大阪地方検察庁や東京地方検察庁に勤務した。2002年3月の退官を機に、弁護士として大阪弁護士会へ登録。2009年4月から2年間、大阪府高槻市の公正職務審査会委員を務めた。また、姫路獨協大学の法科大学院、関西大学、母校の大阪経済法科大学で教鞭を執っている。
2011年（平成23年）4月に、高槻市の市長選挙へ初めて立候補。公正職務審査会の委員として接してきた奥本務市長の引退に伴う出馬で、奥本からの支援や民主・自民・公明各党からの推薦・支援を背景に、対立候補（元・市議の吉田康人）を斥けて初当選を果たした（濱田：73,701票、吉田：70,412票）。
2015年（平成27年）4月19日公示、4月26日執行の同市長選挙に出馬し、2回目の当選。同年5月1日に市長就任。
2019年（令和元年）4月、無投票で3回目の当選。
2021年（令和3年）5月21日、中核市市長会会長に就任。
2022年（令和4年）5月20日、中核市市長会会長に再任。
2023年（令和5年）4月16日公示、4月23日執行の同市長選挙に出馬し、元衆議院議員、元大阪府議会議員の松浪健太と、看護師の吉本草蔵を破り4回目の当選。

## 市政
- 2020年5月1日、新型コロナウイルス対策の財源に充てるため、自身を含む特別職7人の5月から2021年3月までの月額給与の減額率を現行の10％から20％に変更する条例案を市議会臨時会に提出。同日、同条例案は可決された[9]。